# São Valério da Natividade
São Valério da Natividade est une municipalité brésilienne située dans l'État du Tocantins.